# Episodi di Mio padre, il signor preside (quarta stagione)
La quarta stagione della serie televisiva Mio padre, il signor preside è andata in onda negli Stati Uniti dal 20 ottobre 1954 al 13 aprile 1955 sulla ABC.
| nº | Titolo originale         | Prima TV USA     | Titolo italiano | Prima TV Italia |
| -- | ------------------------ | ---------------- | --------------- | --------------- |
| 1  | Jackie's First Date      | 20 ottobre 1954  |                 |                 |
| 2  | Father's Financier       | 27 ottobre 1954  |                 |                 |
| 3  | Puppy Love               | 3 novembre 1954  |                 |                 |
| 4  | Father's Big Chance      | 10 novembre 1954 |                 |                 |
| 5  | Right About Face         | 17 novembre 1954 |                 |                 |
| 6  | Father's Boy             | 24 novembre 1954 |                 |                 |
| 7  | Fleetwing                | 1º dicembre 1954 |                 |                 |
| 8  | Soft Touch               | 8 dicembre 1954  |                 |                 |
| 9  | The Wedding Bouquet      | 15 dicembre 1954 |                 |                 |
| 10 | Lohengrin Blues          | 22 dicembre 1954 |                 |                 |
| 11 | The Honeymooners         | 29 dicembre 1954 |                 |                 |
| 12 | The Uninvited Guests     | 5 gennaio 1955   |                 |                 |
| 13 | One of the Boys          | 12 gennaio 1955  |                 |                 |
| 14 | Down on the Farm         | 19 gennaio 1955  |                 |                 |
| 15 | Father Becomes Efficient | 26 gennaio 1955  |                 |                 |
| 16 | Interfering In-laws      | 2 febbraio 1955  |                 |                 |
| 17 | The First Fight          | 9 febbraio 1955  |                 |                 |
| 18 | Two-Car Family           | 16 febbraio 1955 |                 |                 |
| 19 | The Helping Heart        | 23 febbraio 1955 |                 |                 |
| 20 | The French Influence     | 2 marzo 1955     |                 |                 |
| 21 | Women Drivers            | 9 marzo 1955     |                 |                 |
| 22 | A Job for Jimmy          | 16 marzo 1955    |                 |                 |
| 23 | Separate Vacations       | 23 marzo 1955    |                 |                 |
| 24 | Pecans vs. Pistachio     | 30 marzo 1955    |                 |                 |
| 25 | The Pearl Necklace       | 6 aprile 1955    |                 |                 |
| 26 | The Matchmakers          | 13 aprile 1955   |                 |                 |

## Jackie's First Date
- Diretto da:
- Scritto da:

### Trama
- Interpreti: Stuart Erwin (Stu Erwin), June Collyer (June Erwin), Merry Anders (Joyce Erwin)

## Father's Financier
- Diretto da:
- Scritto da:

### Trama
- Interpreti: Stuart Erwin (Stu Erwin), June Collyer (June Erwin), Merry Anders (Joyce Erwin)

## Puppy Love
- Diretto da:
- Scritto da:

### Trama
- Interpreti: Stuart Erwin (Stu Erwin), June Collyer (June Erwin), Merry Anders (Joyce Erwin), Willie Best (Willie), Sheila James Kuehl (Jackie Erwin)

## Father's Big Chance
- Diretto da:
- Scritto da:

### Trama
- Interpreti: Stuart Erwin (Stu Erwin), June Collyer (June Erwin), Merry Anders (Joyce Erwin)

## Right About Face
- Diretto da:
- Scritto da:

### Trama
- Interpreti: Stuart Erwin (Stu Erwin), June Collyer (June Erwin), Merry Anders (Joyce Erwin)

## Father's Boy
- Diretto da:
- Scritto da:

### Trama
- Interpreti: Stuart Erwin (Stu Erwin), June Collyer (June Erwin), Merry Anders (Joyce Erwin)

## Fleetwing
- Diretto da:
- Scritto da:

### Trama
- Interpreti: Stuart Erwin (Stu Erwin), June Collyer (June Erwin), Merry Anders (Joyce Erwin)

## Soft Touch
- Diretto da:
- Scritto da:

### Trama
- Interpreti: Stuart Erwin (Stu Erwin), June Collyer (June Erwin), Merry Anders (Joyce Erwin)

## The Wedding Bouquet
- Diretto da:
- Scritto da:

### Trama
- Interpreti: Stuart Erwin (Stu Erwin), June Collyer (June Erwin), Merry Anders (Joyce Erwin)

## Lohengrin Blues
- Diretto da:
- Scritto da:

### Trama
- Interpreti: Stuart Erwin (Stu Erwin), June Collyer (June Erwin), Merry Anders (Joyce Erwin)

## The Honeymooners
- Diretto da:
- Scritto da:

### Trama
- Interpreti: Stuart Erwin (Stu Erwin), June Collyer (June Erwin), Merry Anders (Joyce Erwin)

## The Uninvited Guests
- Diretto da:
- Scritto da:

### Trama
- Interpreti: Stuart Erwin (Stu Erwin), June Collyer (June Erwin), Merry Anders (Joyce Erwin (credit only)), Sheila James Kuehl (Jackie Erwin), Willie Best (Willie), Harry Hayden (Harry Johnson), Lela Bliss (Adele Johnson), Jack Mower (Auction Guest)

## One of the Boys
- Diretto da:
- Scritto da:

### Trama
- Interpreti: Stuart Erwin (Stu Erwin), June Collyer (June Erwin), Merry Anders (Joyce Erwin)

## Down on the Farm
- Diretto da:
- Scritto da:

### Trama
- Interpreti: Stuart Erwin (Stu Erwin), June Collyer (June Erwin), Merry Anders (Joyce Erwin)

## Father Becomes Efficient
- Diretto da:
- Scritto da:

### Trama
- Interpreti: Stuart Erwin (Stu Erwin), June Collyer (June Erwin), Merry Anders (Joyce Erwin), Willie Best (Willie), Lela Bliss, Sheila James Kuehl (Jackie Erwin)

## Interfering In-laws
- Diretto da:
- Scritto da:

### Trama
- Interpreti: Stuart Erwin (Stu Erwin), June Collyer (June Erwin), Merry Anders (Joyce Erwin)

## The First Fight
- Diretto da:
- Scritto da:

### Trama
- Interpreti: Stuart Erwin (Stu Erwin), June Collyer (June Erwin), Merry Anders (Joyce Erwin)

## Two-Car Family
- Diretto da:
- Scritto da:

### Trama
- Interpreti: Stuart Erwin (Stu Erwin), June Collyer (June Erwin), Merry Anders (Joyce Erwin)

## The Helping Heart
- Diretto da:
- Scritto da:

### Trama
- Interpreti: Stuart Erwin (Stu Erwin), June Collyer (June Erwin), Merry Anders (Joyce Erwin)

## The French Influence
- Diretto da:
- Scritto da:

### Trama
- Interpreti: Stuart Erwin (Stu Erwin), June Collyer (June Erwin), Sheila James Kuehl (Jackie Erwin), Merry Anders (Joyce Erwin), Willie Best (Willie, The Handyman), Harry Hayden (Harry Johnson), Effie Laird (Adele Johnson), Maurice Marsac (Jacques Picard)

## Women Drivers
- Diretto da:
- Scritto da:

### Trama
- Interpreti: Stuart Erwin (Stu Erwin), June Collyer (June Erwin), Merry Anders (Joyce Erwin)

## A Job for Jimmy
- Diretto da:
- Scritto da:

### Trama
- Interpreti: Stuart Erwin (Stu Erwin), June Collyer (June Erwin), Merry Anders (Joyce Erwin)

## Separate Vacations
- Diretto da:
- Scritto da:

### Trama
- Interpreti: Stuart Erwin (Stu Erwin), June Collyer (June Erwin), Merry Anders (Joyce Erwin)

## Pecans vs. Pistachio
- Diretto da:
- Scritto da:

### Trama
- Interpreti: Stuart Erwin (Stu Erwin), June Collyer (June Erwin), Merry Anders (Joyce Erwin)

## The Pearl Necklace
- Diretto da:
- Scritto da:

### Trama
- Interpreti: June Collyer (June Erwin), Stuart Erwin (Stu Erwin), Sheila James Kuehl (Jackie Erwin), Merry Anders (Joyce Erwin), Willie Best (Willie il tuttofare), Rand Brooks (Mr. Evans - Il gioielliere), Effie Laird (Adele Johnson), Paul Maxey (George Selkirk)

## The Matchmakers
- Diretto da:
- Scritto da:

### Trama
- Interpreti: Stuart Erwin (Stu Erwin), June Collyer (June Erwin), Merry Anders (Joyce Erwin), Ellen Corby (Martha), James Gleason (zio Matt)